# Forêt de Zéralda
La forêt de Zéralda est une forêt située à Zéralda dans la région de la Mitidja, dans la wilaya d'Alger, en Algérie.
Cette forêt est gérée par la Conservation des forêts d'Alger (CFA) sous la tutelle de la Direction générale des forêts (DGF).

## Localisation
La forêt de Zéralda est située à 30 kilomètres à l'ouest d'Alger, à 50 kilomètres à l'est de Tipaza et à 2 kilomètres de la Mer Méditerranée. Elle est localisée entre les communes de Zéralda, Mahelma, Souidania, Staoueli et Rahmania dans la Mitidja.

## Présentation
La forêt de Zéralda est régie par le décret no 84-45 du 18 février 1984, modifié et complété par le décret no 07-09 du 11 janvier 2007.
La promulgation de la loi no 11-02 du 17 février 2011 sur les aires protégées a ensuite donné un nouvel élan à la protection de la forêt qui a été classée comme réserve de chasse à côté de celles de Oggaz à Mascara, d'Aïn Ghoraba à Tlemcen, d'Aïn Maabed à Djelfa et enfin de la réserve de biosphère de Réghaïa.
La réserve de chasse de Zéralda s’étend ainsi sur 1 078 ha dont 460 ha représentée par la forêt domaniale d’Oued El Aggar située dans le territoire de Zéralda. 574 ha représentent des terrains de cultures et de maquis couvrant le territoire de Mahelma, Souidania, Staoueli et Rahmania. Le reste est occupé par le territoire de la forêt domaniale de Sidi Fredj d’une superficie de 44 ha.

## Faune
La faune est riche en diversité zoologique, ornithologique et entomologique.

### Mammifères

#### Hérisson d'Algérie
On rencontre le hérisson d'Algérie (Atelerix algirus') dans cette forêt algéroise. C'est un hérisson à ventre blanc vivant dans les régions côtières d'Algérie. Il est de couleur pâle et pèse de 700 à 950 g. Ce hérisson est une espèce protégée sur tout le territoire algérien.

#### Chacal doré

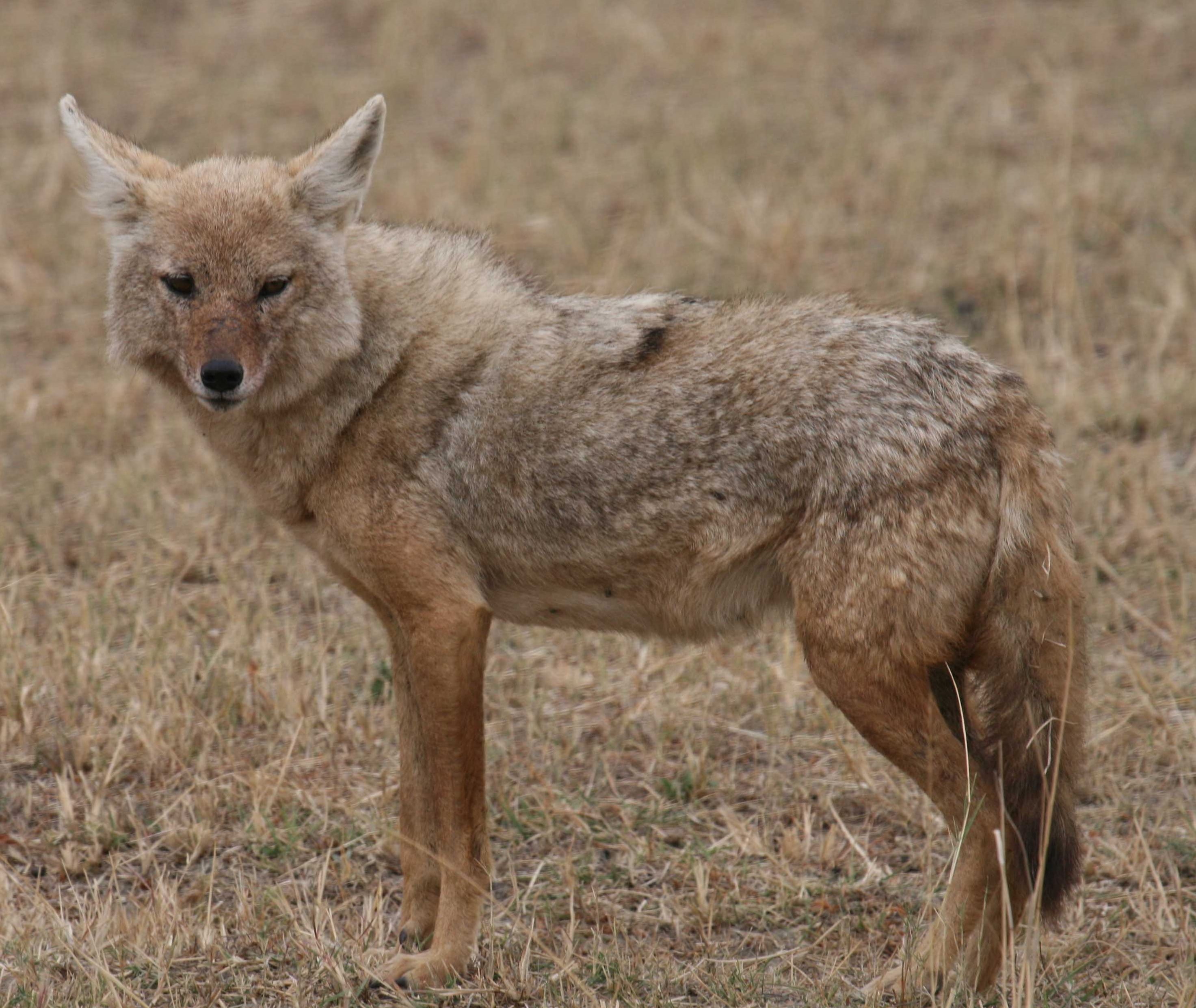
Chacal doré (Canis aureus).

Le chacal doré (Canis aureus) est un mammifère carnivore très farouche, nocturne et discret. La longueur de son corps (sans la queue) varie entre 70 et 85 cm, sa hauteur au garrot entre 38 et 50 cm, la longueur de sa queue est de 25 cm, avec un poids de 7 à 14 kg, alors que sa vitesse maximale oscille entre 40 et plus de 50 km/h.

#### Porc-épic à crête
Le porc-épic à crête (Hystrix cristata) est un rongeur nocturne terrestre qui tolère les milieux escarpés comme ceux de la wilaya d'Alger.

#### Lapin de garenne
Le lapin de garenne (Oryctolagus cuniculus) est un mammifère lagomorphe dont les effectifs sauvages sont communs en Algérie mais en déclin.

#### Lièvre du cap

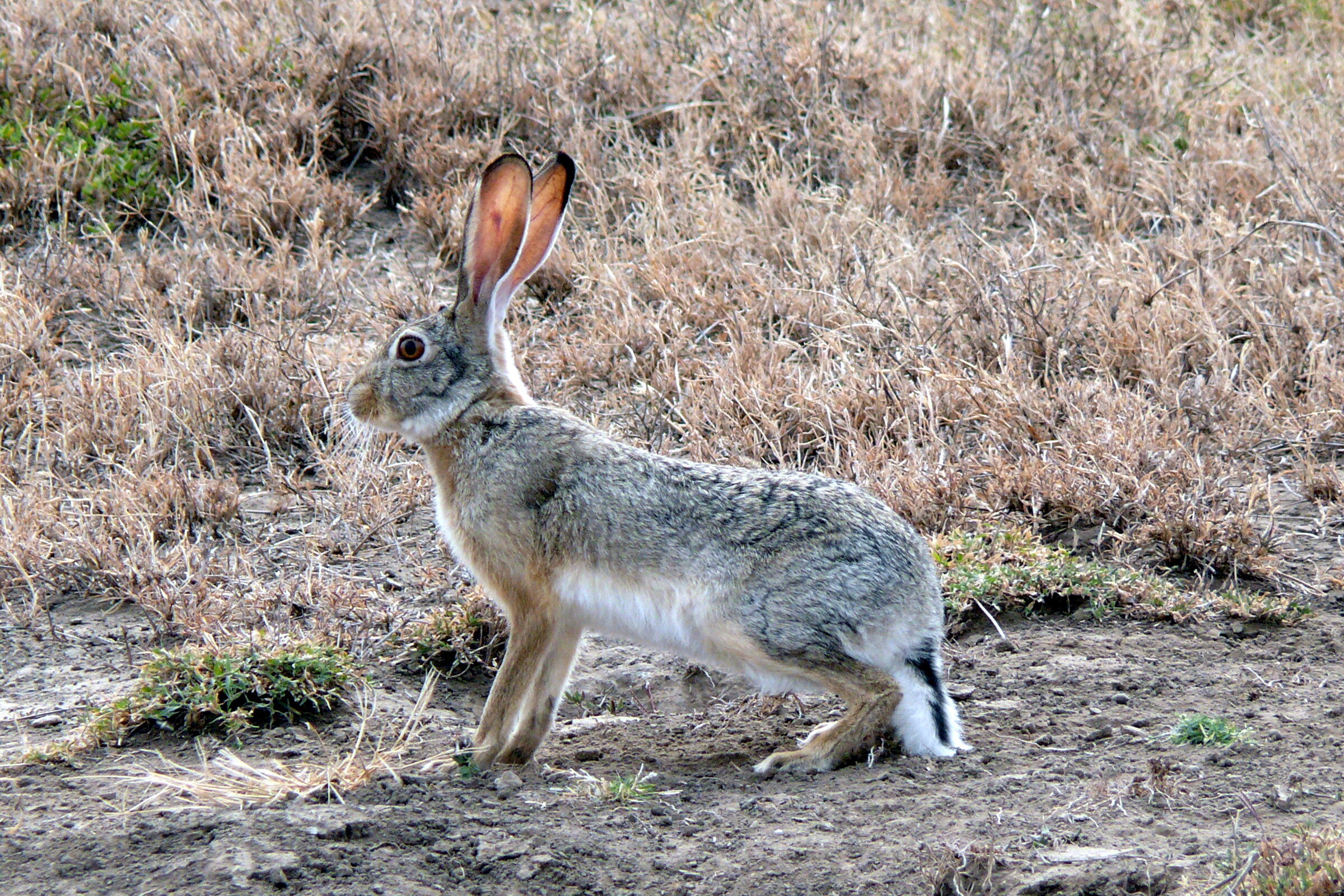
Lièvre du Cap

Le lièvre du Cap (Lepus capensis) est un rongeur.

#### Genette
La genette africaine (Genetta genetta afra) est un mammifère carnivore nocturne très farouche et discret, de taille, couleur et morphologie qui la fait parfois confondre avec un chat. Il se répartit en de nombreuses sous-espèces vivant en Europe, en Afrique et au Proche-Orient. C'est une espèce représentante de la famille des Viverridés.

#### Mangouste ichneumon

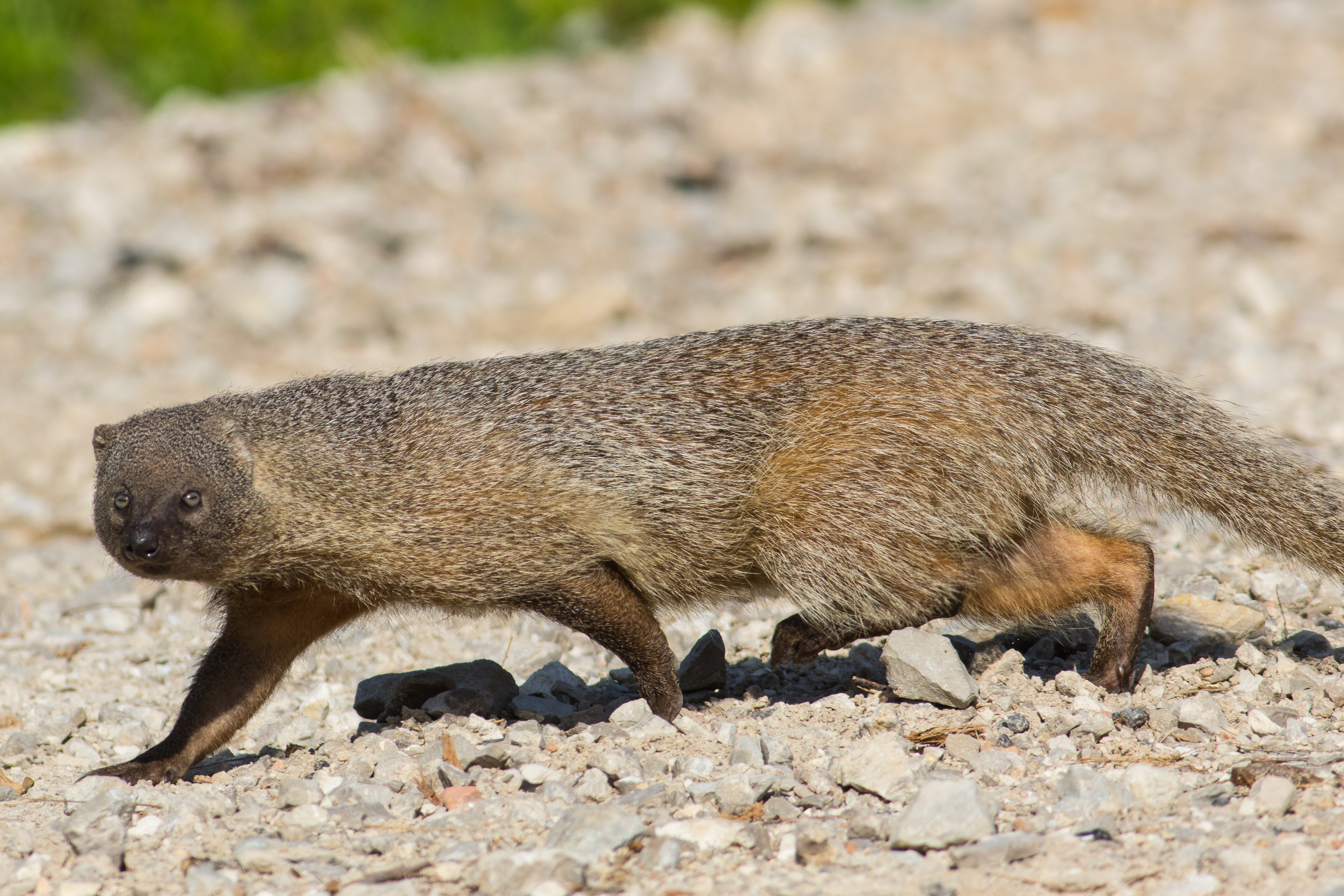
Mangouste ichneumon (Herpestes ichneumon)

La mangouste ichneumon (Herpestes ichneumon) est un mammifère localement appelé zerdi en arabe et izerdhi en berbère. Ses deux noms proviennent du verbe arabe "zarada" signifiant « avaler » pour marquer l'aptitude de la mangouste à avaler sa nourriture et ses petites proies.

#### Cerf élaphe de Barbarie

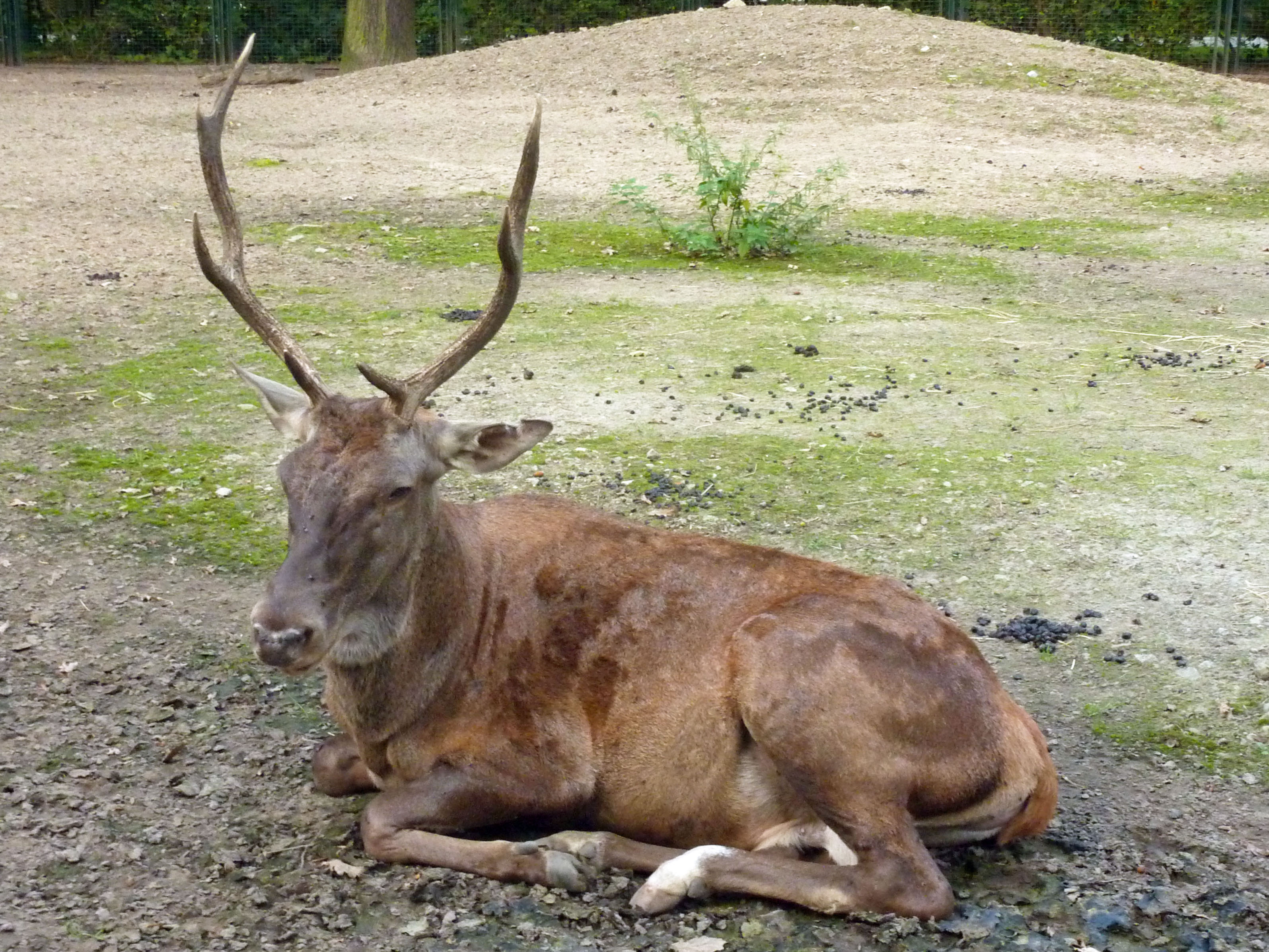
Cerf de Barbarie (Cervus elaphus barbarus).

Le cerf de Barbarie (Cervus elaphus barbarus benetti) est un grand cervidé de la sous-espèce du cerf élaphe présent dans les forêts d'Algérie. Il est au bord de l'extinction en tant que seul représentant de la famille des Cervidae en Afrique.
Ce cerf élaphe de Barbarie est plutôt diurne mais mange souvent la nuit dans les champs et prairies comme une espèce crépusculaire et nocturne, où il s'alimente en tant qu'herbivore et ruminant. Il préfère le sapin (Abies alba) à l'épicéa (Picea abies) ainsi que le bois dont il mange les bourgeons et les jeunes pousses des arbres et arbustes, sauf les épineux qu'il évite.

#### Sanglier
Le sanglier (Sus scrofa) colonise quasiment tous les habitats au niveau de cette forêt. Lorsque le sol est humide, cet animal retourne la terre grâce à ces forts butoirs à la recherche d’invertébré et les racines des plantes. Sa longévité varie entre 8 et 10 ans.

## Centre cynégétique

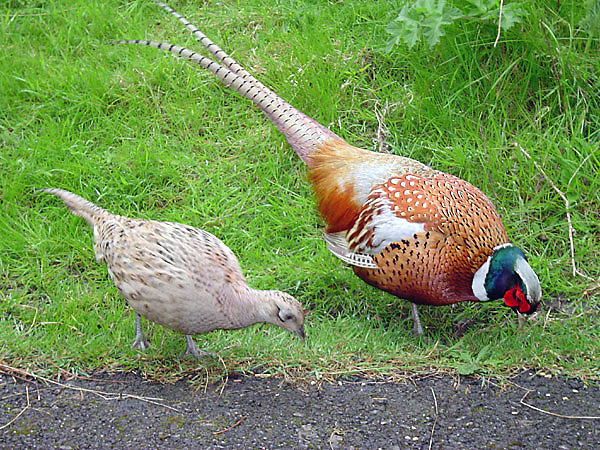
Couple de faisans.

La forêt de Zéralda abrite un centre cynégétique qui collabore activement avec le Centre cynégétique de Réghaïa.
C'est en 1968 que le choix s'est porté sur la forêt de Zéralda pour la création de ce centre comme station de production et d'élevage du gibier.
Il a commencé par la production de faisans qui lui ont donné le nom de «Faisanderie de Zéralda». En 1983, cette station de gibier a été érigée par la loi no 10-82 en centre cynégétique ayant pour vocation le maintien de la biodiversité, l'équilibre des écosystèmes et le respect de l'environnement. Le Ministère de l'Agriculture et du Développement rural et la direction générale des forêts ont procédé, en 2012, à la mise en place d'une cellule consacrée au cerf de Barbarie, présidée par le centre cynégétique de Zéralda,.
Cet établissement est actuellement spécialisé dans le développement de la chasse et des activités y afférentes, en axant sa démarche sur les espèces cynégétiques, tout en prenant en charge d'autres espèces dans le cadre d'actions ponctuelles. Les principales espèces de gibier produites actuellement sont le faisan commun, la perdrix gambra, la perdrix choukar et la caille japonaise.

## Maison de la nature
La "Maison de la Nature" à la réserve de chasse de Zéralda a été inaugurée en mars 2012. Dans cette maison en pleine réserve naturelle, les visiteurs peuvent connaître, se familiariser, apprendre à aimer et respecter la nature. Ils découvrent, en compagnie des ingénieurs forestiers et agronomes, la faune et la flore. Ces prestations visent à donner une première initiation à l'écocitoyenneté.